# Trikaya
Trikaya är en term inom mahayanabuddhismen som refererar till tre aspekter ("kroppar") av en buddha: dharmakaya, sambhogakaya, och nirmanakaya.
Dharmakaya ("dharmakroppen" eller "sanningskroppen") beskrivs som den sanna naturen av en buddha, från vilken alla andra former kommer ifrån.
Sambhogakaya ("belöningskroppen") beskrivs som en kropp för ens egen njutning — i vilken buddha känner av lyckan som kommer från att uppleva dharman själv — samt som en kropp avsedd för andras njutning, i vilken avancerade bodhisattvor upplever den ökande storslagenheten hos buddhor när de fortsätter på vägen mot buddhaskap. Denna kropp är dock bara synlig för relativt avancerade bodhisattvor som lever i buddhafält. Lägre stående varelser, såsom vanliga människor, kan inte se sambhogakayor..
Nirmanakaya ("emanationskroppen" eller "transformationskroppen") är den enda kroppen av en buddha som kan ses av vanliga varelser. Gautama Buddha/Shakyamuni var en nirmanakaya. Nirmanakayan av en buddha sägs kunna förekomma i vilken form som helst, inklusive gudar, människor, djur samt livlösa objekt; vissa texter antyder till och med att en buddha kan uppstå som en bro eller kylande vindpust. Nirmanakayornas funktion är att leda och inspirera levande varelser till nirvana.